# جورجتاون
جورجتاون (إلينوي) (بالإنجليزية: Georgetown, Illinois)‏ هي مدينة تقع في الولايات المتحدة في مقاطعة فيرميليون، إلينوي.  يقدر عدد سكانها بـ 3,474 نسمة  وترتفع عن سطح البحر 204 متر.

## أعلام
- روي أوين ويست
- إدوارد مارتن